# Pteroeides esperi
Pteroeides esperi is een Pennatulaceasoort uit de familie van de Pennatulidae. De wetenschappelijke naam van de soort is voor het eerst geldig gepubliceerd in 1858 door Herklots.